# Ник Редфърн
Ник Редфърн (на английски: Nick Redfern) е английски журналист, криптозоолог, уфолог, конспиративен теоретик и писател на произведения в жанра документални изследвания за паранормални явления, градски легенди, мистерии и загадки, НЛО, криптозоология, и др.

## Биография и творчество
Никълъс „Ник“ Редфърн е роден на 24 ноември 1964 г. в Уолсол, Стафордшир, Англия. Завършва гимназия през 1981 г. в Пелсол. Работи в музикалното и модно списание Zero, където се обучава в журналистика, писане, производство на списания и фотография. В периода 1984 – 2001 г. работи като писател на свободна практика за вестниците Daily Express, People, Western Daily Press и Express & Star. В периода 1996 – 2001 г. е и журналист на свободна практика в британските списания и вестници The Weekender, Animals, Animals, Animals, Pet Reptile, Military Illustrated, Eye-Spy, The Neodpened Files и X-Factor. Редактор е на списание Phenomena.
Редфърн е активен привърженик на официалното разкриване от правителствето на информация за неидентифицирани летящи обекти и работи за разкриването на хиляди страници класифицирани досиета на Кралските военновъздушни сили и Министерството на отбраната за НЛО, датирани от Втората световна война, съхранявани в Държавния архив. Редовен участник е в телевизионни и радио програми на тема НЛО и различни фаномени.
Първият му роман A Covert Agenda е издаден през 1997 г.
Ник Редфърн живее със семейството си в Арлингтън, Тексас.

## Произведения
- A Covert Agenda: The British Government's UFO Top Secrets Exposed (1997)
- The F.B.I. Files (1998)
- Cosmic Crashes (1999)
- Strange Secrets (2003) – с Анди Дж. Робъртс
- Three Men Seeking Monsters (2004)
- Body Snatchers in the Desert: The Horrible Truth at the Heart of the Roswell Story (2005)
- On The Trail of the Saucer Spies (2006)
- Celebrity Secrets: Official Government Files on the Rich and Famous (2007)
- Man-Monkey – In Search of the British Bigfoot (2007)
- Memoirs of a Monster Hunter: A Five-Year Journey in Search of the Unknown (2007)
- There's Something in the Woods (2008)
- Science Fiction Secrets: From Government Files and the Paranormal (2009)
- Contactees: A History of Alien-Human Interaction (2009)
- Monsters of Texas (2010) – с Кен Джерард
- Final Events & the Secret Government Group on Demonic UFOs & the Afterlife (2010)
- The NASA Conspiracies (2011)
Секретните документи на НАСА : истината за кацането на Луната, за цензурираните снимки, за „марсианското лице“ и позицията на Ватикана, изд. „НСМ Медия“ (2011), прев. Владимир Зарков
- Space Girl Dead on Spaghetti Junction (2011)
- The Real Men in Black (2011)
- The Pyramids & the Pentagon: The Government's Top Secret Pursuit of Mystical Relics, Ancient Astronauts & Lost Civilizations (2012)
Тайните служби на САЩ, изд. „НСМ Медия“ (2014), прев. Владимир Зарков
- The World's Weirdest Places (2012)
- Monster Diary : On the Road in Search of Strange and Sinister Creatures (2012)
- Mystery Animals of the British Isles: Staffordshire (2013)
- Close Encounters of the Fatal Kind (2013)
- For Nobody's Eyes Only (2013)
- The Zombie Book: Encyclopedia of the Living Dead (2014)
- The Bigfoot Book: The Encyclopedia of Sasquatch, Yeti and Cryptid Primates (2015)
- Bloodline of the Gods: Unravel the Mystery of the Human Blood Type to Reveal the Aliens Among Us (2015)
- Chupacabra Road Trip: In Search of the Elusive Beast (2015)
- Weapons of the Gods (2016)
Оръжията на Боговете, изд. „Атеа-Букс“ (2016), прев.
- Nessie: Exploring the Supernatural Origins of the Loch Ness Monster (2016) The Monster Book: Creatures, Beasts and Fiends of Nature (2016)
- Immortality of the Gods (2016)
Безсмъртието на Боговете. Тайните към вечния живот, изд. „Атеа-Букс“ (2017), прев.
- Woman In Black: The Creepy Companions of the Mysterious M.I.B. (2016)
- 365 Days of UFOs: A Year of Alien Encounters (2017)
- Secret Societies: The Complete Guide to Histories, Rites, and Rituals (2017)
- Shapeshifters: Morphing Monsters & Changing Cryptids (2017)
- The New World Order Book (2017)
- The Roswell UFO Conspiracy: Exposing A Shocking And Sinister Secret (2017)
- Control: MKUltra, Chemtrails and the Conspiracy to Suppress the Masses (2018)
- Paranormal Parasites: The Voracious Appetites of Soul-Sucking Supernatural Entities (2018)
- The Slenderman Mysteries (2018)
- Top Secret Alien Abduction Files: What the Government Doesn't Want You to Know (2018)
- Area 51: The Revealing Truth of Ufos, Secret Aircraft, Cover-Ups & Conspiracies (2019)
- Flying Saucers from the Kremlin: UFOs, Russian Meddling, Soviet Spies & Cold War Secrets (2019)